# Ocna Sibiului
Ocna Sibiului is een stad (oraș) in het Roemeense district Sibiu. De stad telt 4116 inwoners (2002).

## Image gallery

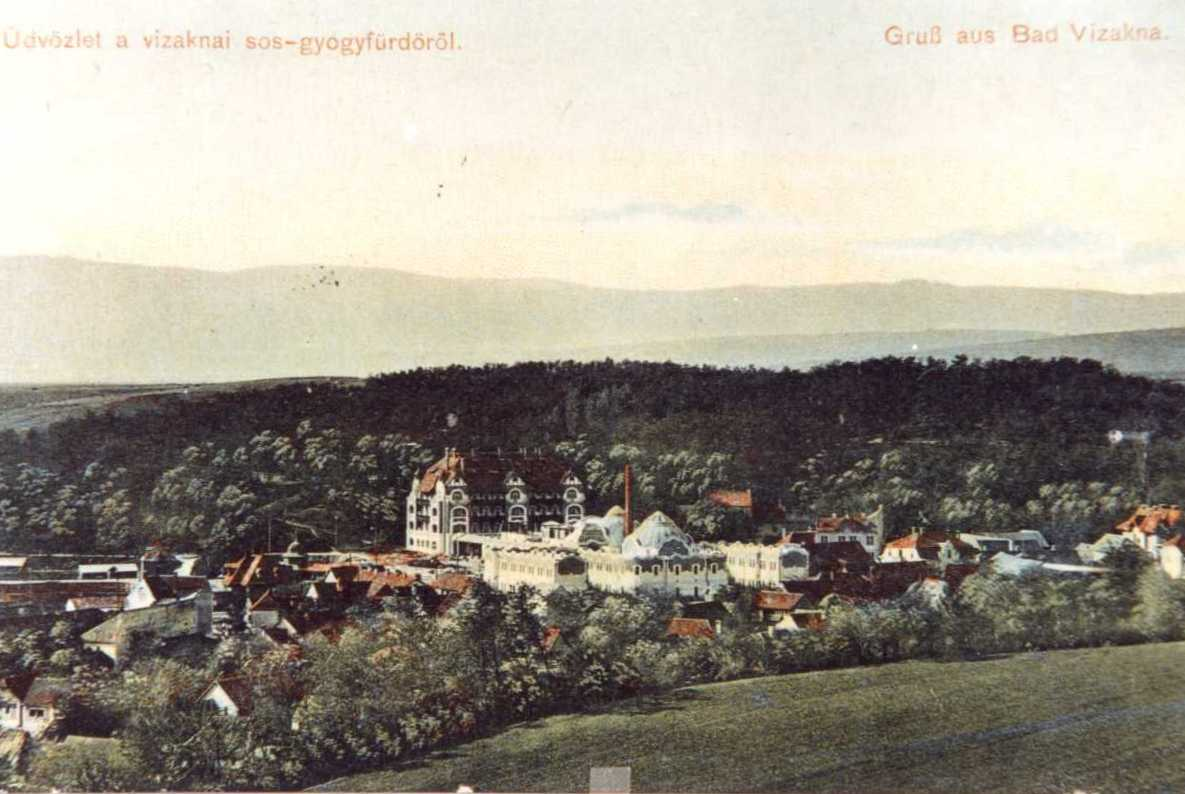
The old station
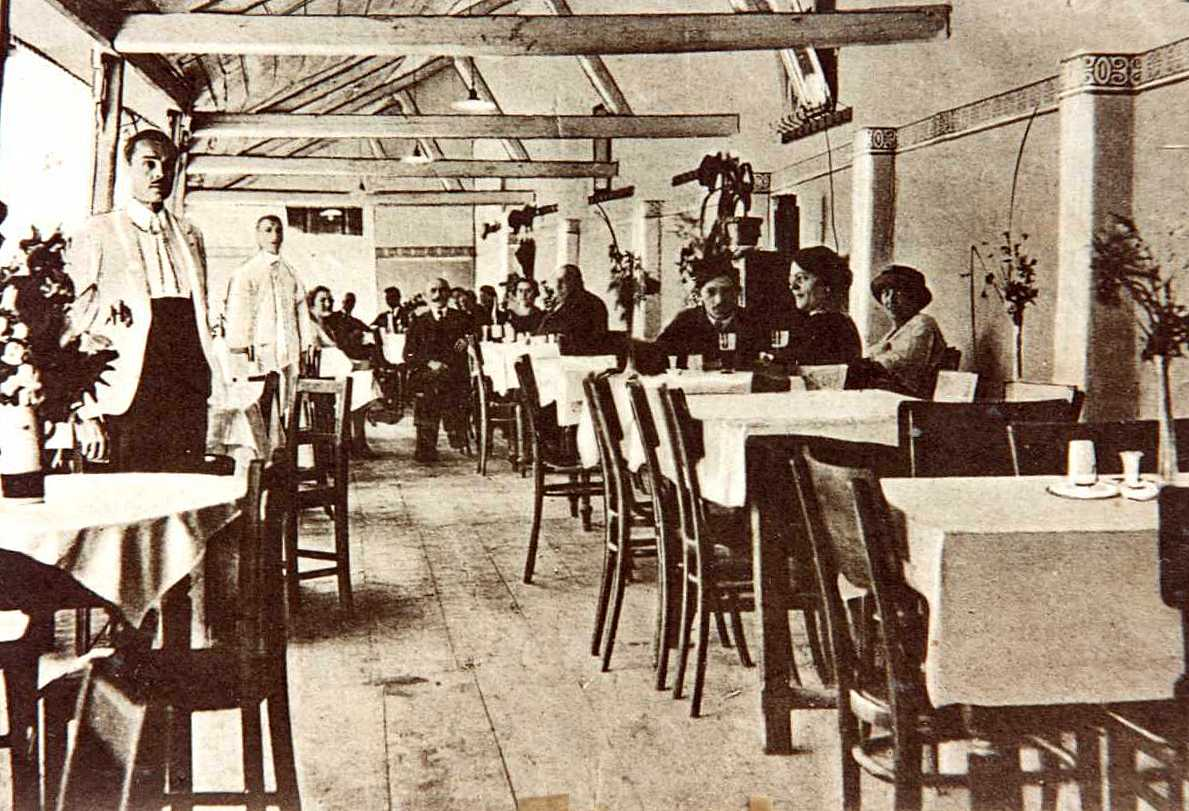
once upon a time
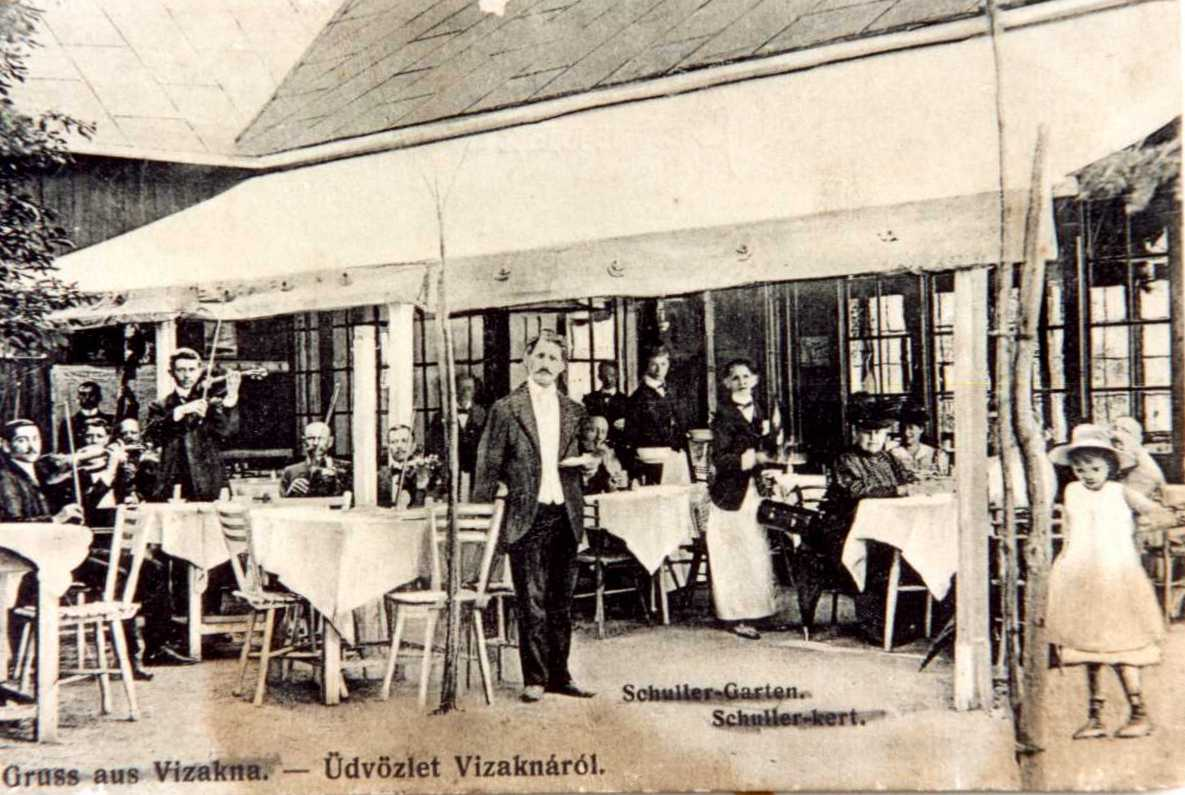
once upon a time
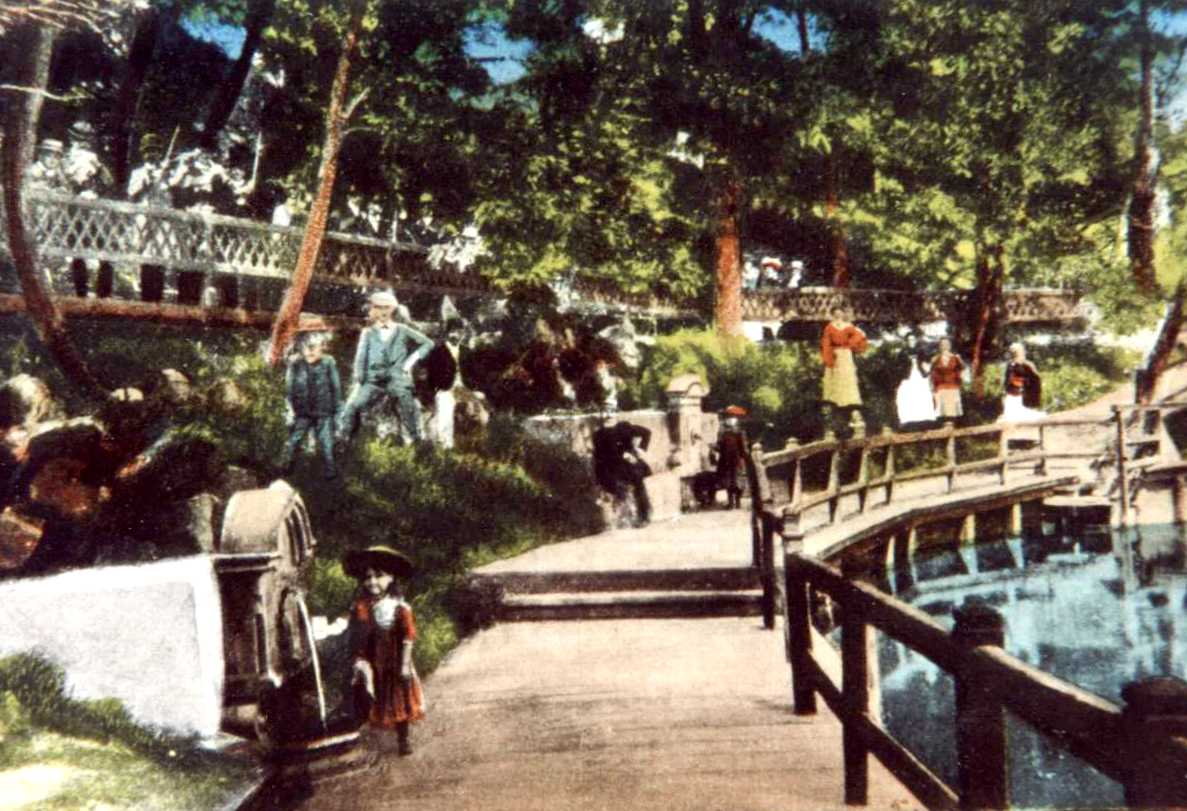
once upon a time
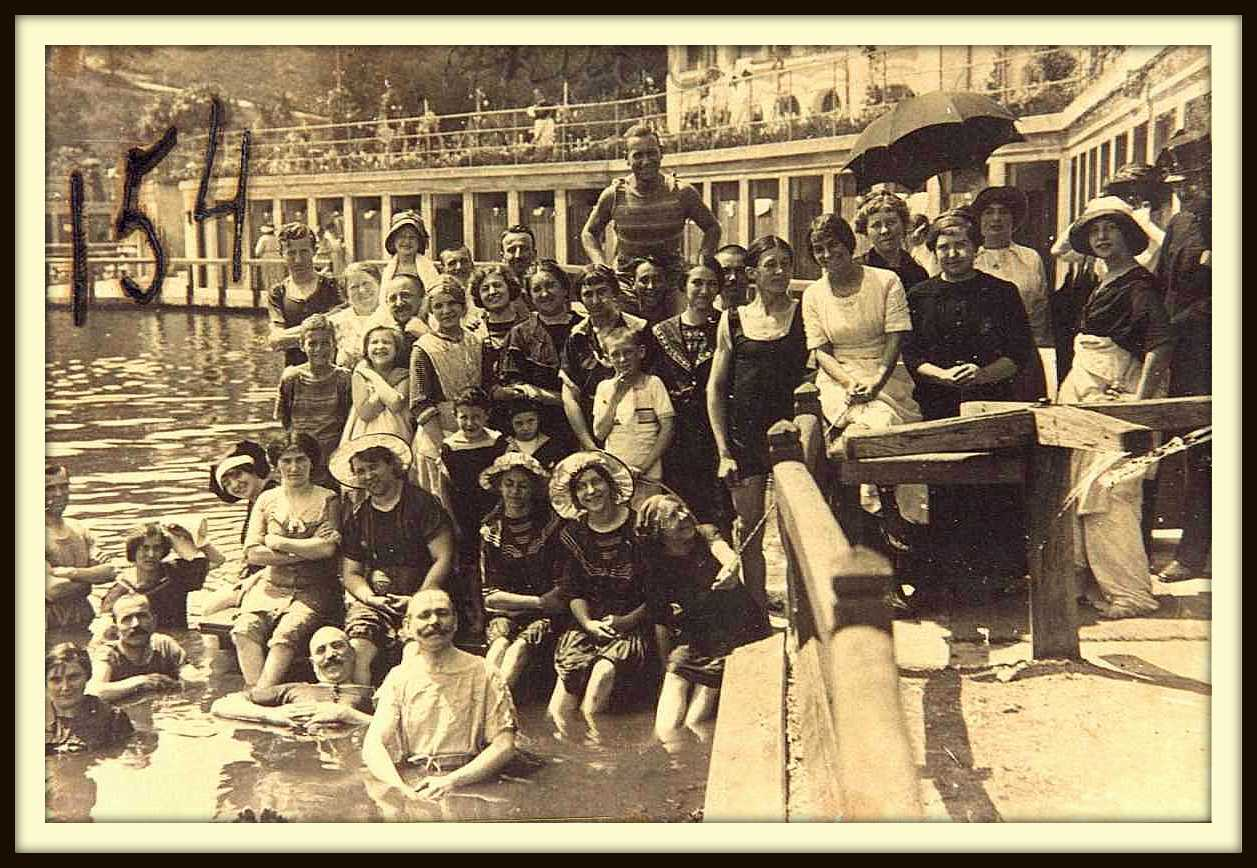
"Ocna Baths"
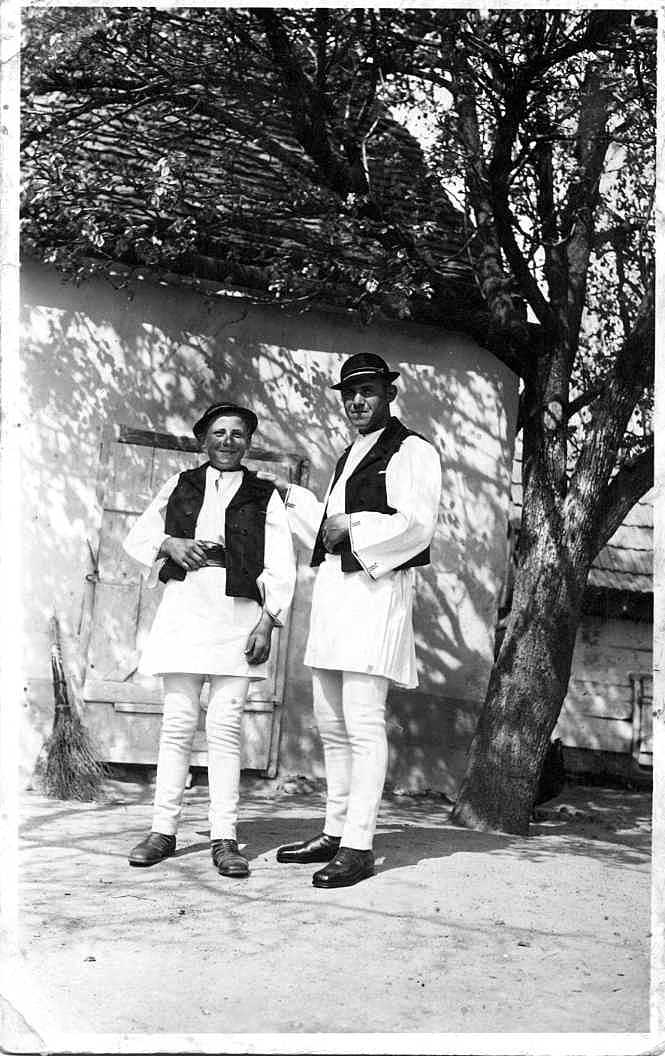
Popular costume
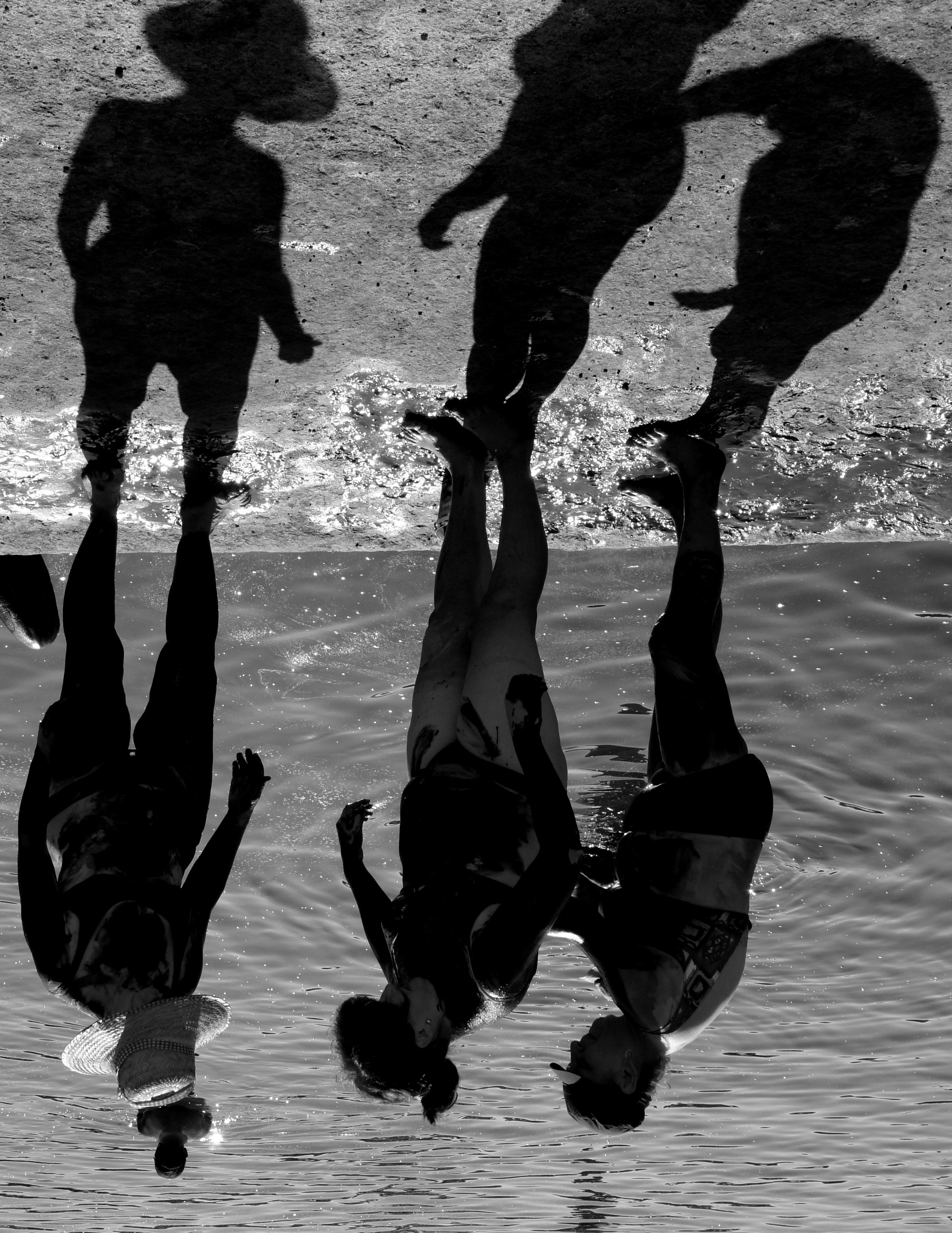
Shadow and light
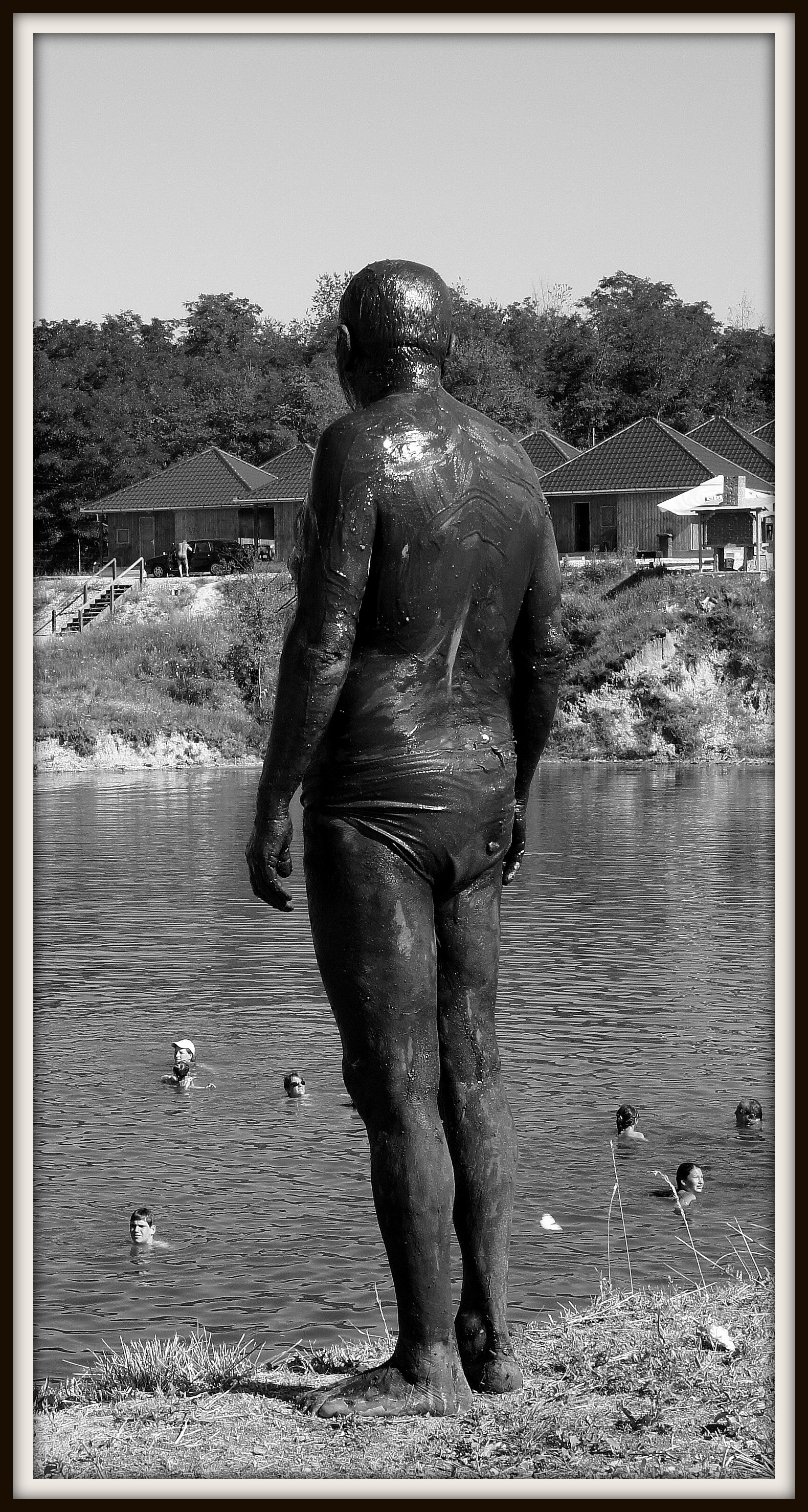
Statue of muck
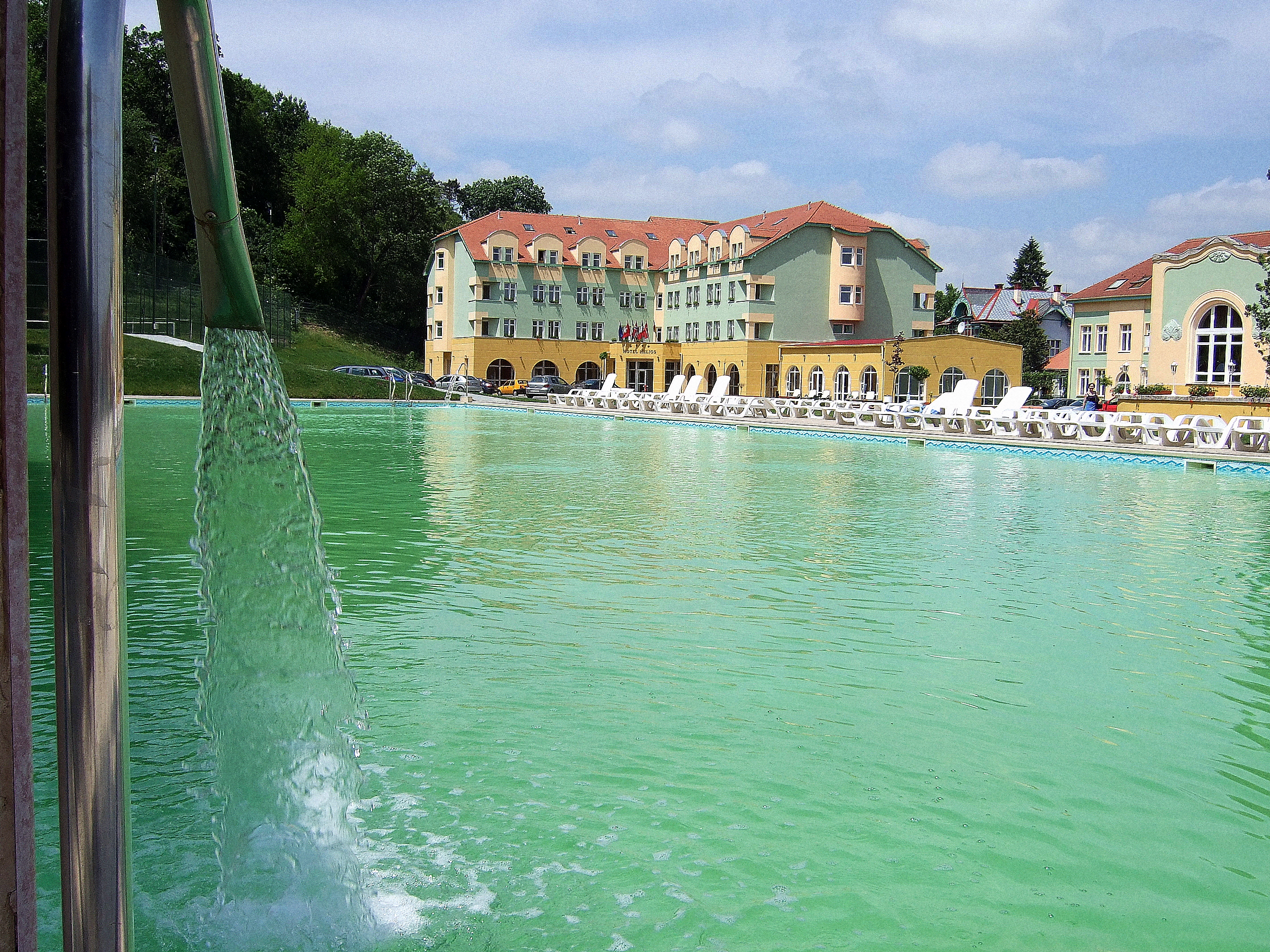
Salt water
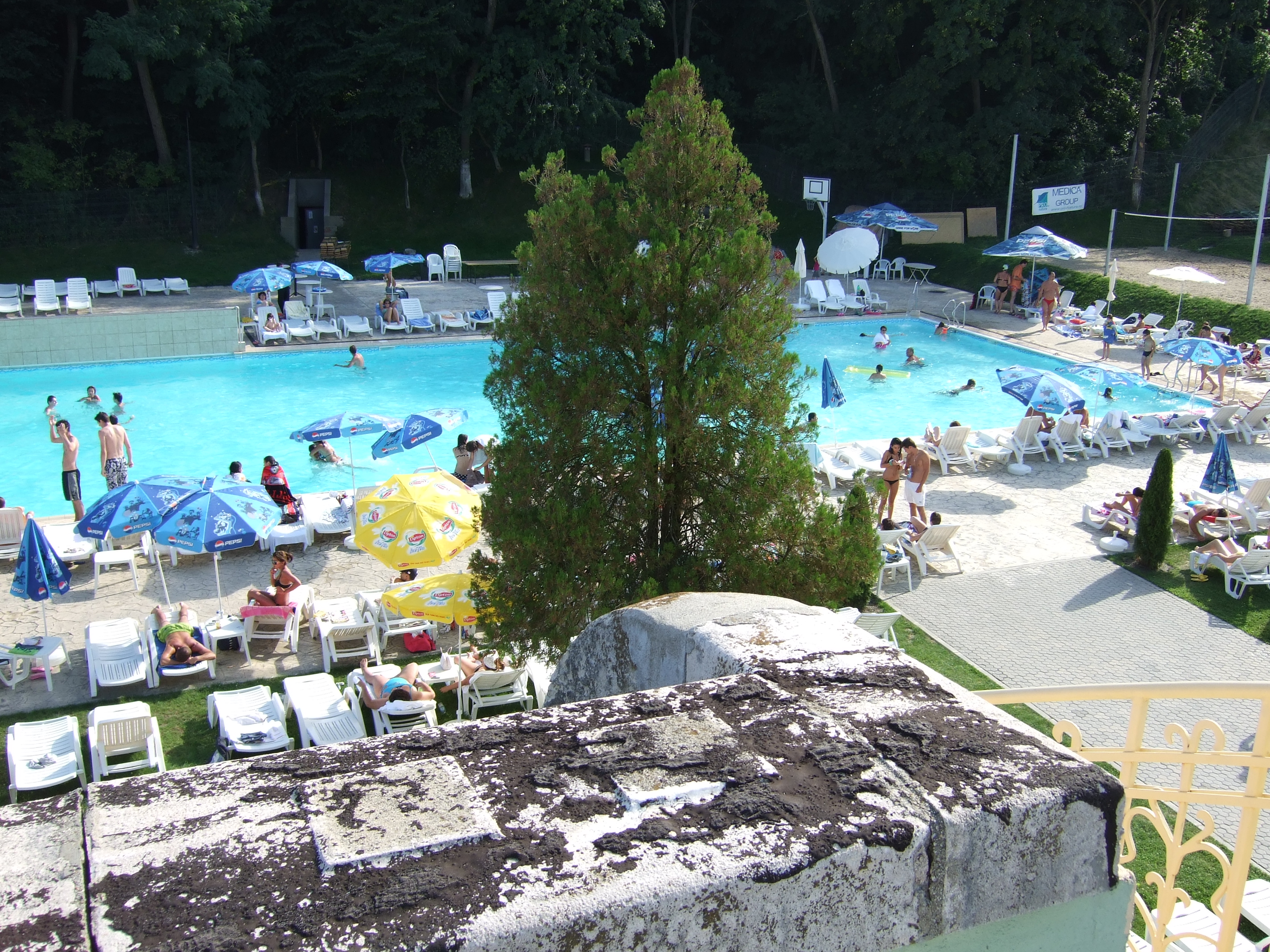
Salt swimming-pool
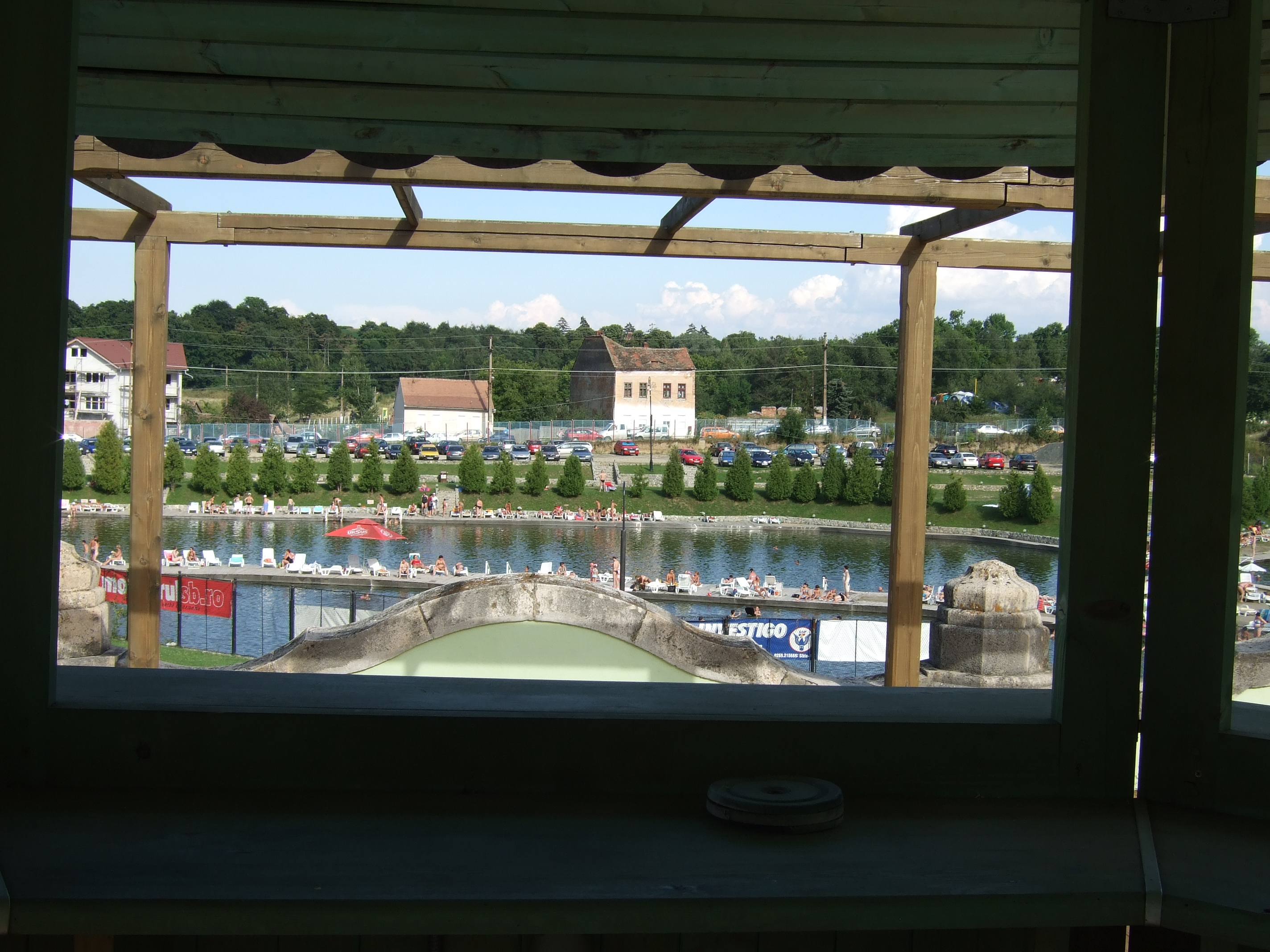
Swimming-lakes
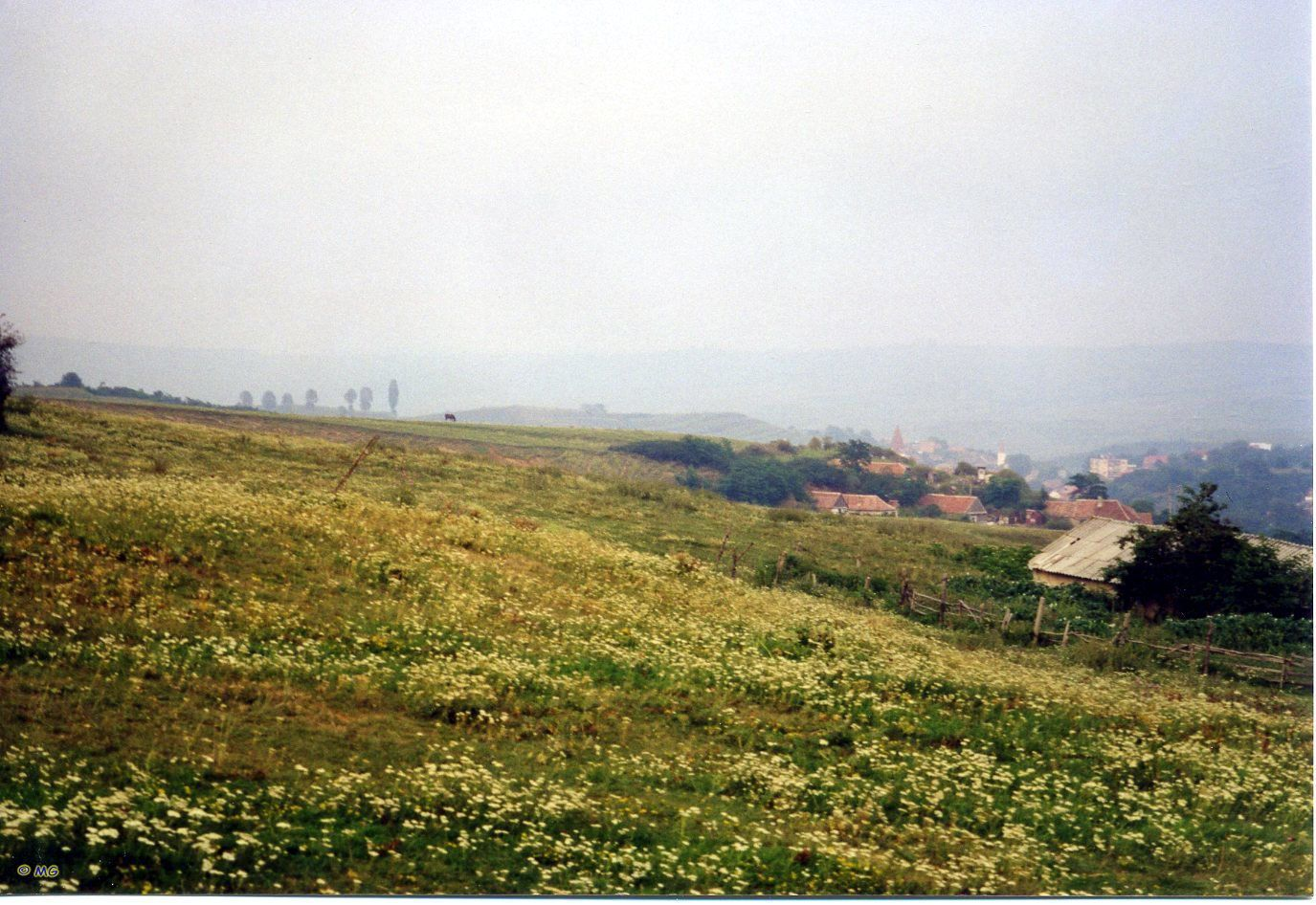
"Green Pastures"
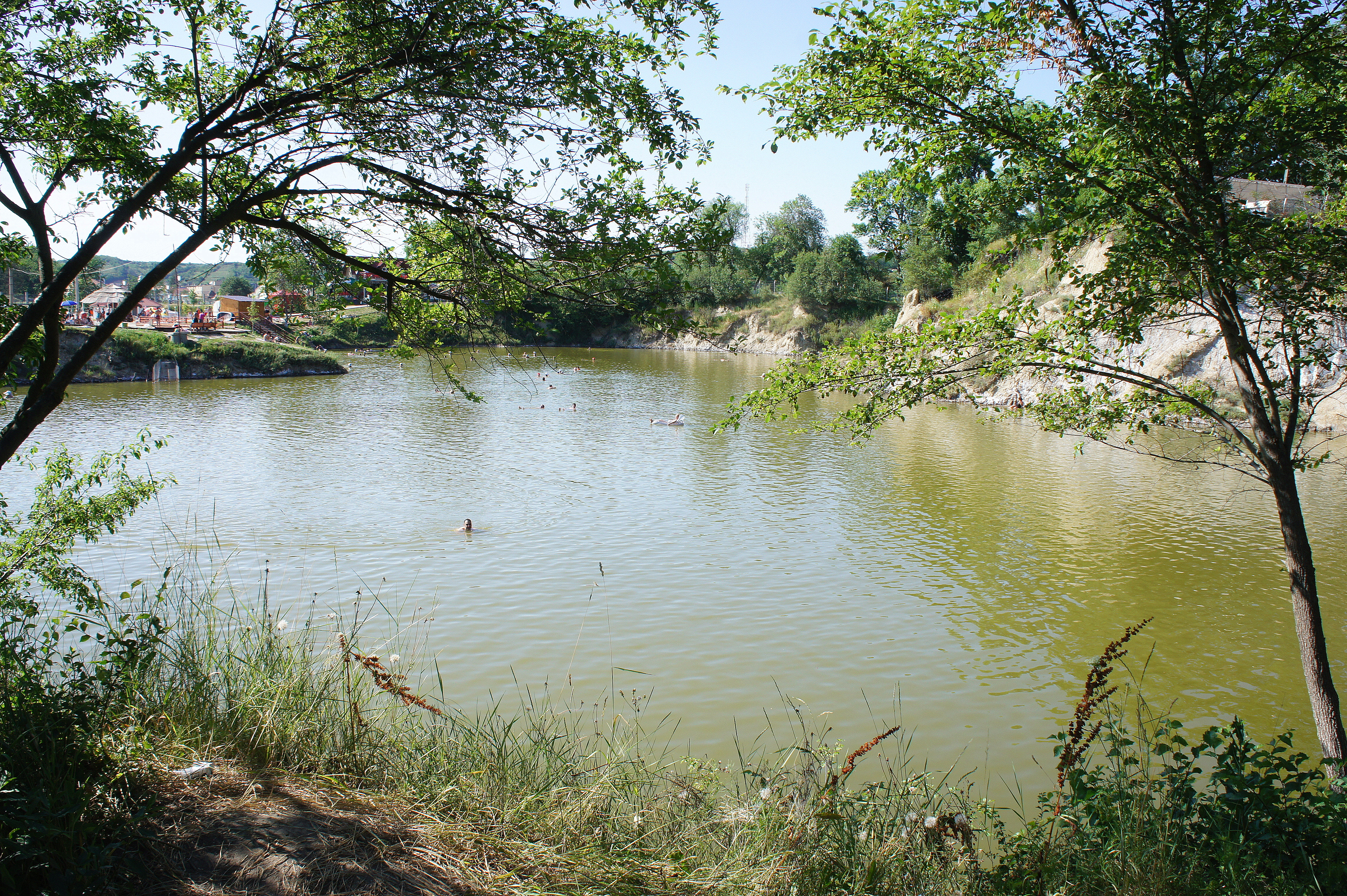
Lake Ocniţa/Ocna Pustie
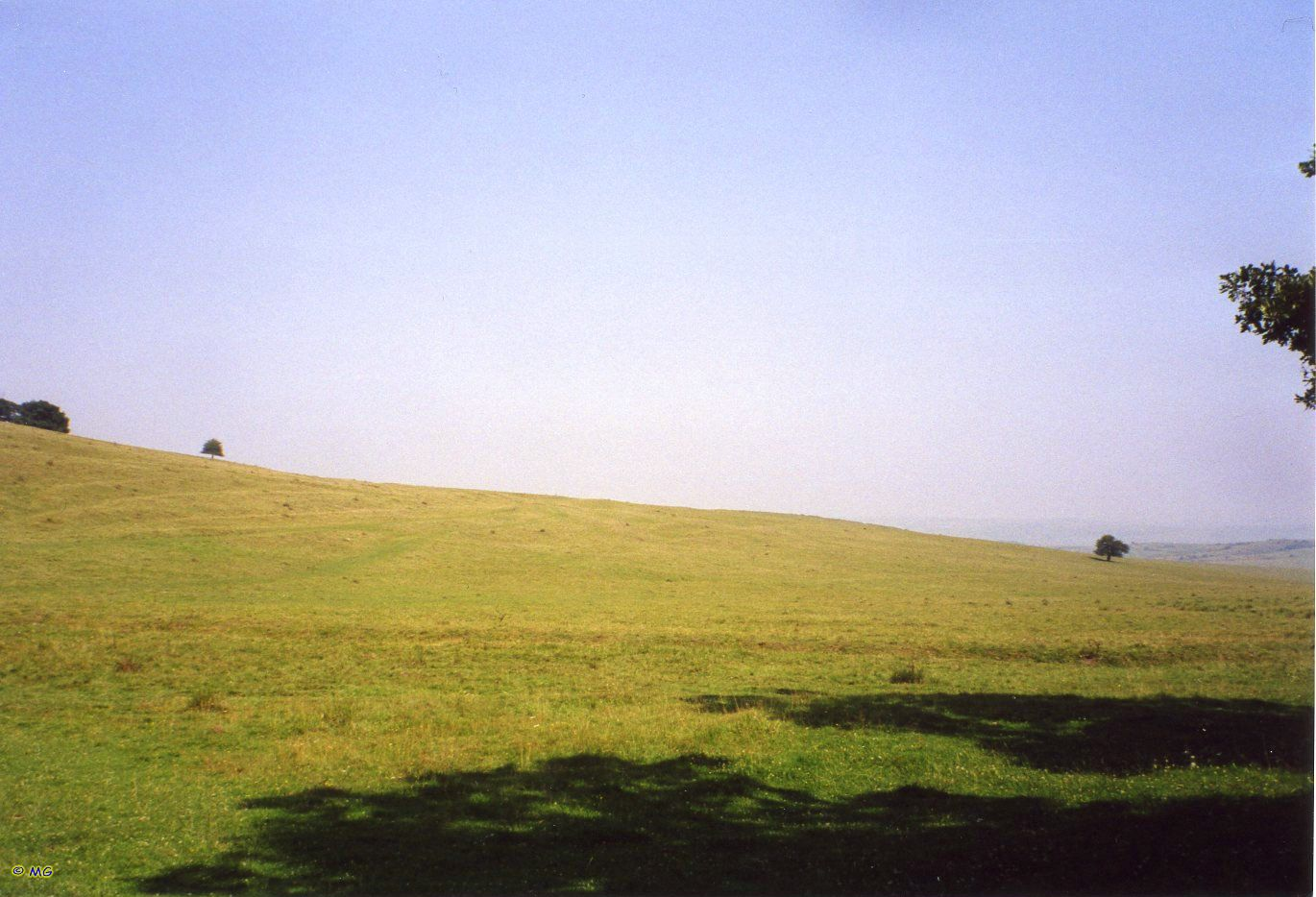
"Green Pastures"
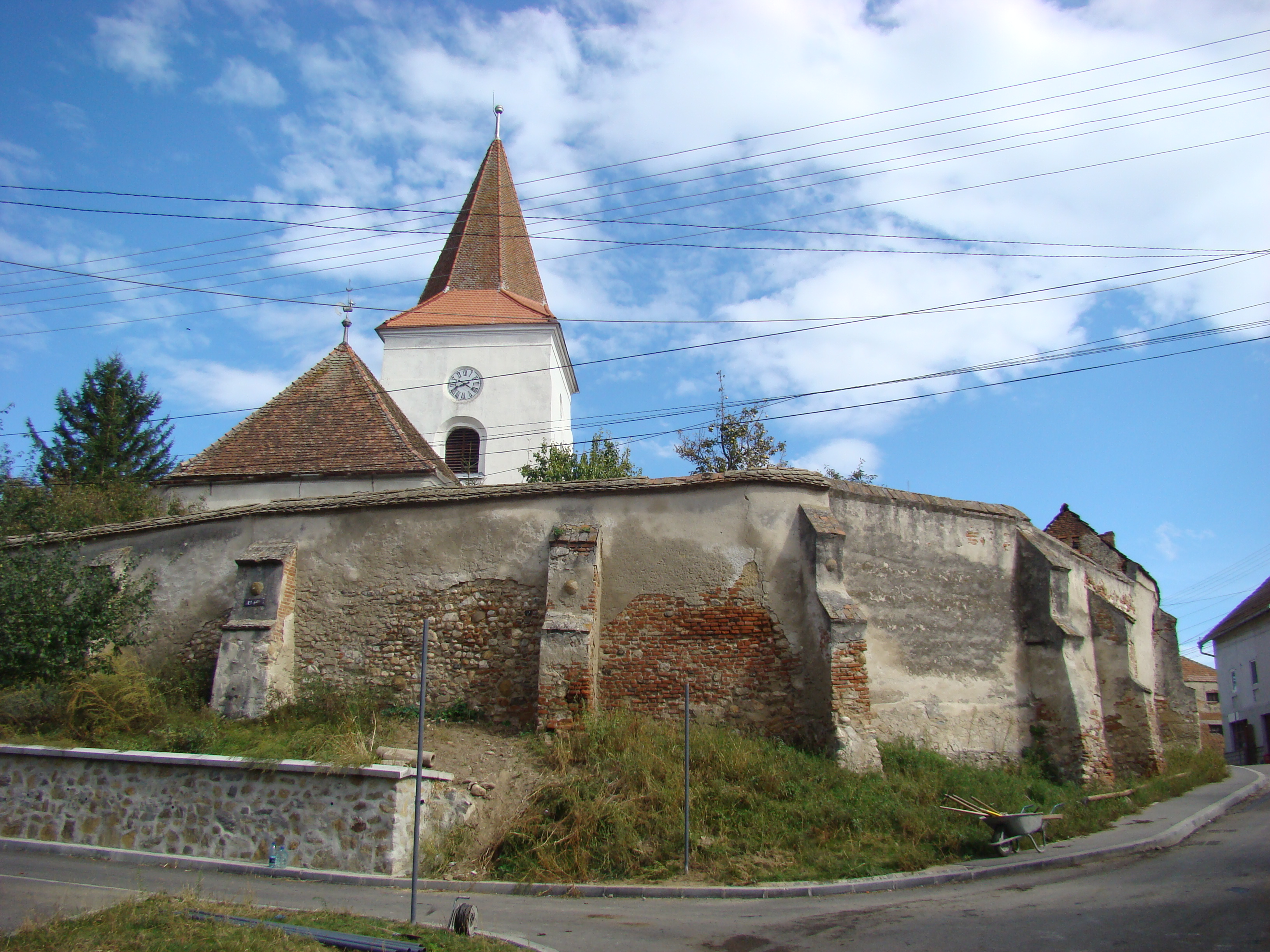
The fortified church